# Soslan Ramonov
Soslan Ljudvikovič Ramonov (in russo Сослан Людвикович Рамонов?; in osseto: Рæмонаты Людвичы фырт Сослан; Tskhinvali, 1º gennaio 1991) è un lottatore russo di origine osseta, campione olimpico nel torneo di lotta libera pesi leggeri ai Giochi di Rio de Janeiro 2016.

## Palmarès
- Giochi olimpici

Rio de Janeiro 2016: oro nei 65 kg;
- Mondiali

Tashkent 2014: oro nei 65 kg;
Las Vegas 2015: bronzo nei 65 kg;
- Giochi mondiali militari

Mungyeong 2015: oro nei 70 kg;
- Campionati mondiali militari

Klaipėda 2017: oro nei 70 kg;
Mosca 2018: oro nei 70 kg;